# Socialist Workers Party (Vereinigtes Königreich)

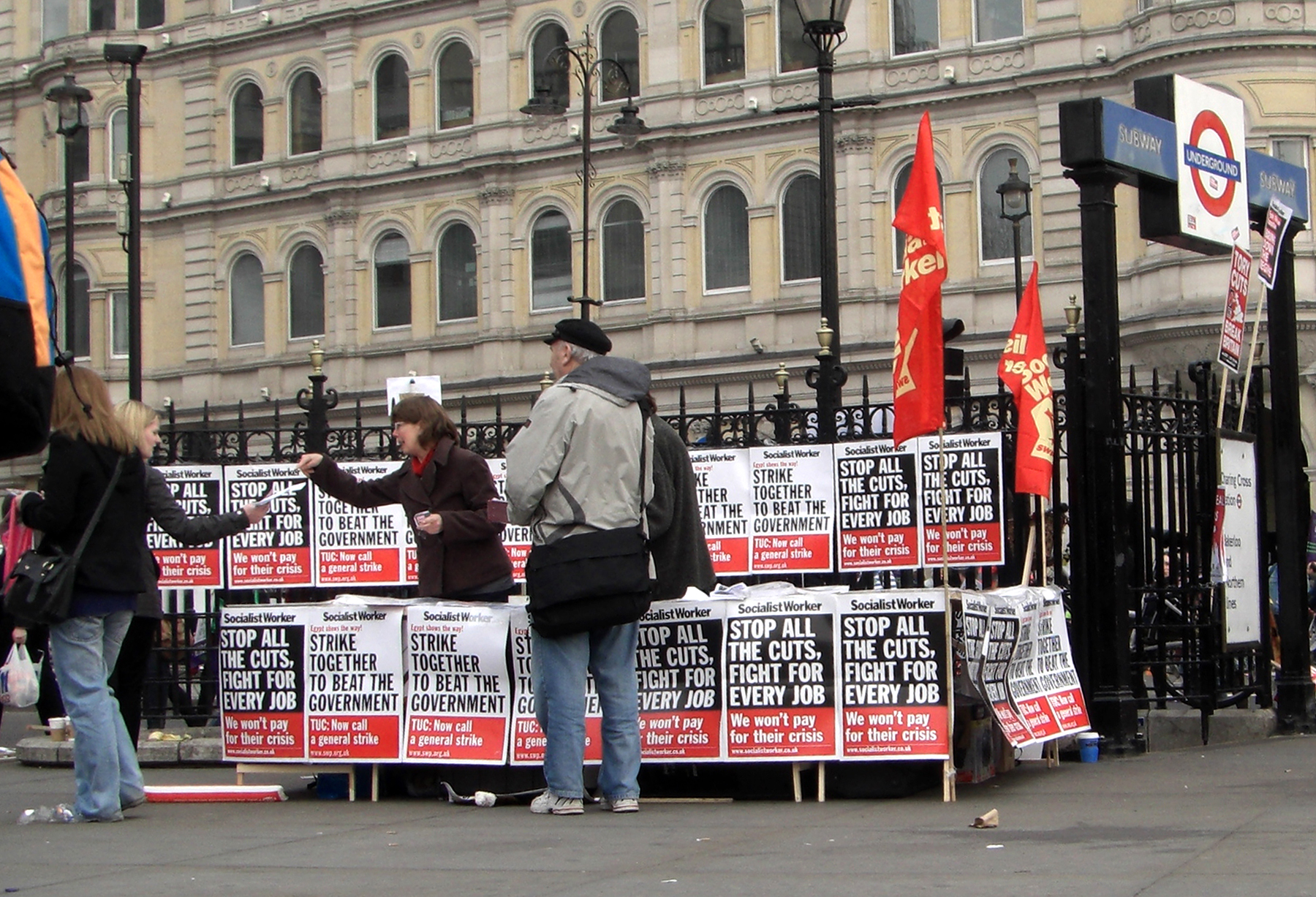
Socialist Workers Party, Stand in London 2011

Die Socialist Workers Party (SWP) ist eine politische Partei der radikalen Linken in Großbritannien, trotzkistisch orientiert und sieht sich selbst in der Tradition des revolutionären Sozialismus stehend.

## Geschichte
Die Wurzeln der Socialist Workers Party liegen in der 1944 gegründeten und bis 1949 aktiven Revolutionary Communist Party, insbesondere dem Kreis um Tony Cliff. Nach deren Auseinanderbrechen formierte sich der Kreis um Tony Cliff neu in der 1950 gegründeten Socialist Review Group, zu der später unter anderem Michael Kidron, Seymour Papert und Stan Newens stießen. 1962 benannte die Gruppe sich in International Socialists um. Die IS arbeiteten in den 1960er Jahren mit den britischen Jungsozialisten in der Labour Party und der überparteilichen Campaign for Nuclear Disarmament zusammen und konnten aus beiden viele Mitglieder rekrutieren. Nach diversen internen Differenzen und Abspaltungen in den 1970er Jahren folgte 1977 die Umbenennung in Socialist Workers Party.
In Reaktion auf zunehmende Sammlung der Rechtsextremen in Großbritannien Ende der 1970er Jahre war die SWP, unterstützt von einigen Gewerkschaften, prominenten Einzelpersonen (beispielsweise Peter Hain, Neil Kinnock, Brian Clough) und anderen Gruppierungen, Initiator des landesweiten antifaschistischen Bündnisses Anti-Nazi League (ANL). Mit dem Rückgang der National Front nach der Wahl 1979 ging die Aktivität der ANL weniger zentral und sie wurde 1981 aufgelöst (in den 1990er Jahren wurde sie unter der Bezeichnung Unite Against Fascism reaktiviert).
In den 1980er beschränkte sich die SWP hauptsächlich auf Propagandaaktionen. So, z. B., am Anfang des Britischen Bergarbeiterstreiks 1984/1985 beschränkte sich die SWP zuerst auf politische Unterstützung für die Streikenden, aber als der Kampf sich in die Länge zog, warf sie sich in die Arbeit um die zahlreichen örtlichen Solidaritätskomitees hinein. In den 1990ern kooperierte die SWP mit anderen Gruppen bei Protesten gegen den Afghanistan- und Irakkrieg und mit der aufkommenden globalisierungskritischen Bewegung. Ab 1999 beteiligte sich die SWP am von 1992 bis 2005 bestehenden Wahlbündnis Socialist Alliance.
Zu Beginn des 21. Jahrhunderts war die SWP Teil der sogenannten Respect – The Unity Coalition, eines 2004 in England und Wales gegründeten Wahlbündnisses, das einen Parlamentssitz (George Galloway, der selbst jedoch nicht Mitglied der SWP ist) errang und eine kleine Anzahl von Gemeinderäten stellt (von denen mehrere Mitglieder der SWP sind). Mitte der 2000er Jahre kam es jedoch zu einer Spaltung des Bündnisses, wobei der eine Teil (Respect Renewal) von George Galloway angeführt wurde, der andere (Left List) hauptsächlich aus der SWP bestand. In Schottland existierte die SWP in den ersten Jahren des neuen Jahrhunderts als Plattform innerhalb der Scottish Socialist Party, entschied sich jedoch im August 2006, aus der SSP auszutreten, um sich als Teil der eigenständigen neuen politischen Gruppierung Solidarity unter Führung von Tommy Sheridan zu organisieren.
In der SWP gibt es zum einen die Abteilung Industrie, welche die politische Arbeit in der Arbeiterbewegung koordiniert und zum anderen die Socialist Workers’ Student Society, welche mehrere Gruppen an Universitäten stellt. Die SWP beteiligt sich an verschiedenen Bündnissen, insbesondere der Stop the War Coalition gegen den Irakkrieg. Auf internationaler Ebene führt sie die trotzkistische Organisation International Socialist Tendency an. Auf europäischer Ebene ist sie Partnerorganisation der Europäischen Antikapitalistischen Linken.